# إيزابيل مورغان
إيزابيل مورغان (بالإنجليزية: Isabel Morgan)‏ هي عالمة فيروسات أمريكية، ولدت في 20 أغسطس 1911 في نيو بدفورد في الولايات المتحدة، وتوفيت في 18 أغسطس 1996 في مقاطعة أرلنغتون في الولايات المتحدة.